# Barling (Arkansas)
Barling és una població dels Estats Units a l'estat d'Arkansas. Segons el cens del 2000 tenia 4.176 habitants.

## Demografia
Segons el cens del 2000, Barling tenia 4.176 habitants, 1.599 habitatges, i 1.122 famílies. La densitat de població era de 73,5 habitants/km².
Dels 1.599 habitatges en un 35,2% hi vivien nens de menys de 18 anys, en un 53,3% hi vivien parelles casades, en un 12,6% dones solteres, i en un 29,8% no eren unitats familiars. En el 26,5% dels habitatges hi vivien persones soles el 10,3% de les quals corresponia a persones de 65 anys o més que vivien soles. El nombre mitjà de persones vivint en cada habitatge era de 2,54 i el nombre mitjà de persones que vivien en cada família era de 3,07.
Per edats la població es repartia de la següent manera: un 26,5% tenia menys de 18 anys, un 8,7% entre 18 i 24, un 30,3% entre 25 i 44, un 21,8% de 45 a 60 i un 12,7% 65 anys o més.
L'edat mediana era de 36 anys. Per cada 100 dones de 18 o més anys hi havia 85,9 homes.
La renda mediana per habitatge era de 37.605 $ i la renda mediana per família de 41.421 $. Els homes tenien una renda mediana de 28.218 $ mentre que les dones 22.936 $. La renda per capita de la població era de 16.485 $. Entorn del 10% de les famílies i l'11,9% de la població estaven per davall del llindar de pobresa.

## Poblacions més properes
El següent diagrama mostra les poblacions més properes.